# Nagrody Filmowe Tokyo Sports
Nagroda Nikkan Sports Film (jap. 東京スポーツ映画大賞 Tōkyō Supōtsu Eiga Taishō) – nagrody filmowe przyznawane przez japońską gazetę sportową Tokyo Sports w latach 1991-2018.

## Historia
Pierwsza ceremonia wręczenia nagród odbyła się w Shibuya Video Studio 31 stycznia 1992 roku. Nagrody były przyznawane za rok 1991, a przewodniczącym jury był Takeshi Kitano, gościnny redaktor naczelny gazety, pełniący funkcję przewodniczącego jury. Film Takeshiego Kitano „Scena nad morzem” wygrał w trzech kategoriach: Najlepszy Film, Najlepszy Reżyser i Najlepszy Aktor.
Od 2019 roku nagrody nie są przyznawane. Wynika to z faktu, że Kitano, który był założycielem i pełnił funkcję jury opuścił swoją poprzednią agencję w 2018 roku i założyła własną.

## Kategorie
Nagrody przyznawane są w kategoriach:
- Najlepszy Film
- Najlepszy Aktor
- Najlepsza Aktorka
- Najlepszy Aktor Drugoplanowy
- Najlepsza Aktorka Drugoplanowa
- Najlepszy Reżyser
- Najlepszy Debiutant
- Najlepszy Film Zagraniczny
- Nagroda Specjalna
- Nagroda Specjalna za Film